# オレクサンドラ・ビチェンコ
オレクサンドラ・オレヒヴナ・ビチェンコ（ウクライナ語: Олександра Олегівна Биценко、ラテン文字転写: Oleksandra Olehivna Bytsenko、1995年11月23日 - ）は、ウクライナの女子バレーボール選手。ウクライナ代表。

## 来歴

### クラブチーム
ルハーンシク出身。2014年、Orbita-ZNU-ZODYuSShへ入団。2年間在籍し、2015/16シーズンのウクライナ国内リーグでは準優勝した。その後は活躍の場をトルコへ移し、ニルフェル・ベレディイェスポル、Bursa BBSKでプレーした。2017/18シーズンはトルコリーグで5位となった。2019年8月、フランスのヴォレロ・ル・カネへの移籍が発表され、2019/20シーズンのフランスカップでは準優勝した。2020/21シーズンはトルコのAdam Voleybolと契約し、シーズン途中からはKalecik Belediye Spor Mektebiへ移籍した。2021/22シーズンは再びニルフェル・ベレディイェスポルと契約し、1年間プレーした。2022/23シーズンは中国の深圳でプレーし、その後、インドネシアのJakarta Pertamina Fastronでもプレーした。2024年8月、日本のSV.LEAGUEのアランマーレ山形との契約が発表された。1シーズン在籍し、契約満了で退団。

### 代表チーム
アンダーカテゴリーの代表として2012年のジュニア欧州選手権に出場した。2013年、シニアのウクライナ代表に初選出された。2019年と2022年のヨーロッパリーグに出場した。

## 球歴
- ヨーロッパリーグ - 2019年、2022年

## 所属クラブ
- Orbita-ZNU-ZODYuSSh（2014-2016年）
- ニルフェル・ベレディイェスポル（2016-2017年）
- Bursa BBSK（2017-2018年）
- ニルフェル・ベレディイェスポル（2018-2019年）
- ヴォレロ・ル・カネ（2019-2020年）
- Adam Voleybol（2020-2021年）
- Kalecik Belediye Spor Mektebi（2021年）
- ニルフェル・ベレディイェスポル（2021-2022年）
- 深圳（2022-2023年）
- Jakarta Pertamina Fastron（2023年）
- 深圳（2023-2024年）
- アランマーレ山形（2024-2025年）